# Okres Gliwice
Okres Gliwice (polsky Powiat gliwicki) je okres v polském Slezském vojvodství. Rozlohu má 664,37 km² a v roce 2023 zde žilo 113 196 obyvatel. Sídlem správy okresu je město Gliwice, které však není jeho součástí, ale tvoří samostatný městský okres.

## Gminy
Městské:
- Knurów
- Pyskowice

Městsko-vesnické:
- Sośnicowice
- Toszek

Vesnické:
- Gierałtowice
- Pilchowice
- Rudziniec
- Wielowieś

## Města
- Knurów
- Pyskowice
- Sośnicowice
- Toszek

## Sousední okresy
| Růžice kompasu | Strzelce      |               | Tarnovské Hory | Růžice kompasu |
| Růžice kompasu | Kandřín-Kozlí | Sever         |                | Růžice kompasu |
| Růžice kompasu | Kandřín-Kozlí | Okres Gliwice |                | Růžice kompasu |
| Růžice kompasu | Kandřín-Kozlí | Jih           |                | Růžice kompasu |
| Růžice kompasu | Ratiboř       | Rybnik        |                | Růžice kompasu |